# Cosmopolitan (Magazin)

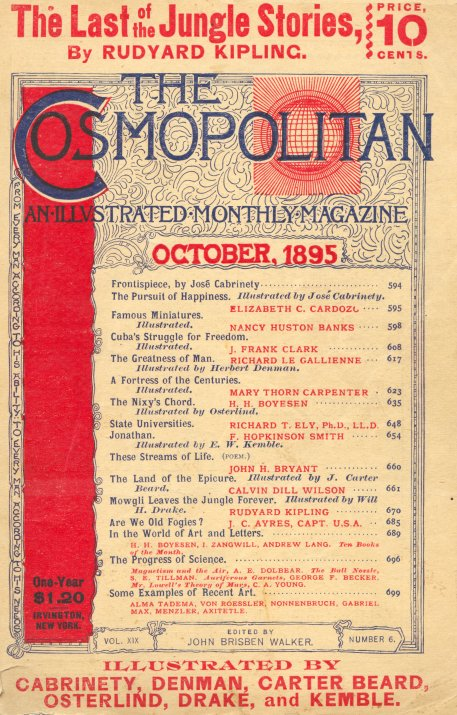
Titel der Cosmopolitan vom Oktober 1895

Die Cosmopolitan (englisch für Kosmopolit, Weltbürger) ist eine Frauenzeitschrift der Hearst Corporation. Sie erscheint unter anderem in den USA, Großbritannien, Frankreich, Spanien, Italien und im deutschsprachigen Raum.
Die deutsche Ausgabe wird zehnmal jährlich von der Bauer Media Group herausgegeben. Chefredakteurin ist seit Mai 2023 Veronika Schaller. Die verkaufte Auflage beträgt 129.641 Exemplare, ein Minus von 63,1 Prozent seit 1998.

## Geschichte
Cosmopolitan wurde 1886 von Schlicht & Field als Familienzeitschrift gegründet. 1905 kaufte William Randolph Hearst die Zeitschrift für 400.000 Dollar. In den Jahren danach wurde dem Investigativjournalismus viel Platz eingeräumt, während der folgenden Jahrzehnte bis in die 1950er enthielt das Magazin viele literarische Texte wie Kurzgeschichten, Serienromane und kurze Novellen. Im Zweiten Weltkrieg erreichte die Auflage mit zwei Millionen Exemplaren ihren Höhepunkt. In den frühen 1970er Jahren wandelte sich Cosmopolitan mit der bis zu ihrem Tod im August 2012 amtierenden Chefredakteurin Helen Gurley Brown zur Frauenzeitschrift mit dem ebenfalls bis heute charakteristischen knapp bekleideten Cover-Modell. Jetzt richtete man sein Augenmerk bewusst auf junge Frauen, sprach offen und unbefangen über sexuelle Themen. 
Die deutsche Ausgabe wurde 1981 von der Marquard Media Gruppe gestartet. Im Mai 2012 wurde sie an die Bauer Media Group verkauft. Zum 1. Januar 2021 wurde der Redaktionssitz von München nach Hamburg verlegt. 2023 wurde die Erscheinungsfrequenz von monatlich auf zehnmal jährlich geändert.

## Chefredakteurinnen
Chefredakteurin der deutschen Ausgabe war sechs Jahre lang Petra Winter, der im August 2011 ihre frühere Stellvertreterin Carolin Schuhler folgte. Sie wurde im Februar 2013 von Kerstin Weng abgelöst. Als Weng zu Stylight wechselte, trat im Februar 2015 Anja Delastik ihre Nachfolge an. Nachdem Delastik die Bauer Media Group auf eigenen Wunsch verlassen hatte, rückte im Januar 2019 ihre Stellvertreterin Lara Gonschorowski zur Chefredakteurin auf. Im Mai 2023 wurde Gonschorowski von Veronika Schaller abgelöst.

## Inhalte und Zielgruppe
Die thematischen Schwerpunkte sind Mode, Schönheit, Partnerschaft und Erotik sowie Beruf und Karriere. Angesprochen werden berufstätige Frauen im Alter von 18 bis 49 Jahren, die sich für Mode und Schönheit interessieren, im Beruf erfolgreich sind und über ein überdurchschnittliches Einkommen verfügen.

## Cosmopolitan.de
Cosmopolitan.de wird von der Bauer Xcel Media Deutschland KG betrieben. Die thematischen Schwerpunkte sind Mode, Schönheitspflege, Liebe und Beziehung sowie Job und Karriere. Eine eigenständige Online-Redaktion produziert täglich neue Inhalte für die Website sowie die Social-Media-Kanäle.

## Prix de Beauté
Seit 1992 vergibt die deutsche Cosmopolitan den Prix de Beauté. Dieser prämiert alljährlich herausragende Produktneuheiten der internationalen Kosmetikindustrie mithilfe einer Fachjury aus Dermatologen, Fachjournalisten, Experten aus dem Handel und Juroren aus der Kosmetikindustrie. Der Prix de Beauté wird in 15 Kategorien vergeben.

## Auflage
Die Cosmopolitan hat in den vergangenen Jahren erheblich an Auflage eingebüßt. Die verkaufte Auflage ist seit 1998 um 63,1 Prozent gesunken. Sie beträgt gegenwärtig 129.641 Exemplare. Das entspricht einem Rückgang von 221.967 Stück. Der Anteil der Abonnements an der verkauften Auflage liegt bei 21,8 Prozent.
| 1998   | 1999   | 2000   | 2001   | 2002   | 2003   | 2004   | 2005   | 2006   | 2007   | 2008   | 2009   | 2010   | 2011   | 2012   | 2013   | 2014   | 2015   | 2016   | 2017   | 2018   | 2019   | 2020   | 2021   | 2022   | 2023   | 2024   |
| ------ | ------ | ------ | ------ | ------ | ------ | ------ | ------ | ------ | ------ | ------ | ------ | ------ | ------ | ------ | ------ | ------ | ------ | ------ | ------ | ------ | ------ | ------ | ------ | ------ | ------ | ------ |
| 351608 | 330428 | 349087 | 332708 | 306916 | 333878 | 349862 | 325289 | 368894 | 360163 | 310451 | 357914 | 305605 | 315460 | 230979 | 249950 | 276314 | 243122 | 209897 | 200133 | 194239 | 188551 | 156132 | 151034 | 152266 | 144954 | 129641 |